# 静岡県道397号富士根停車場線

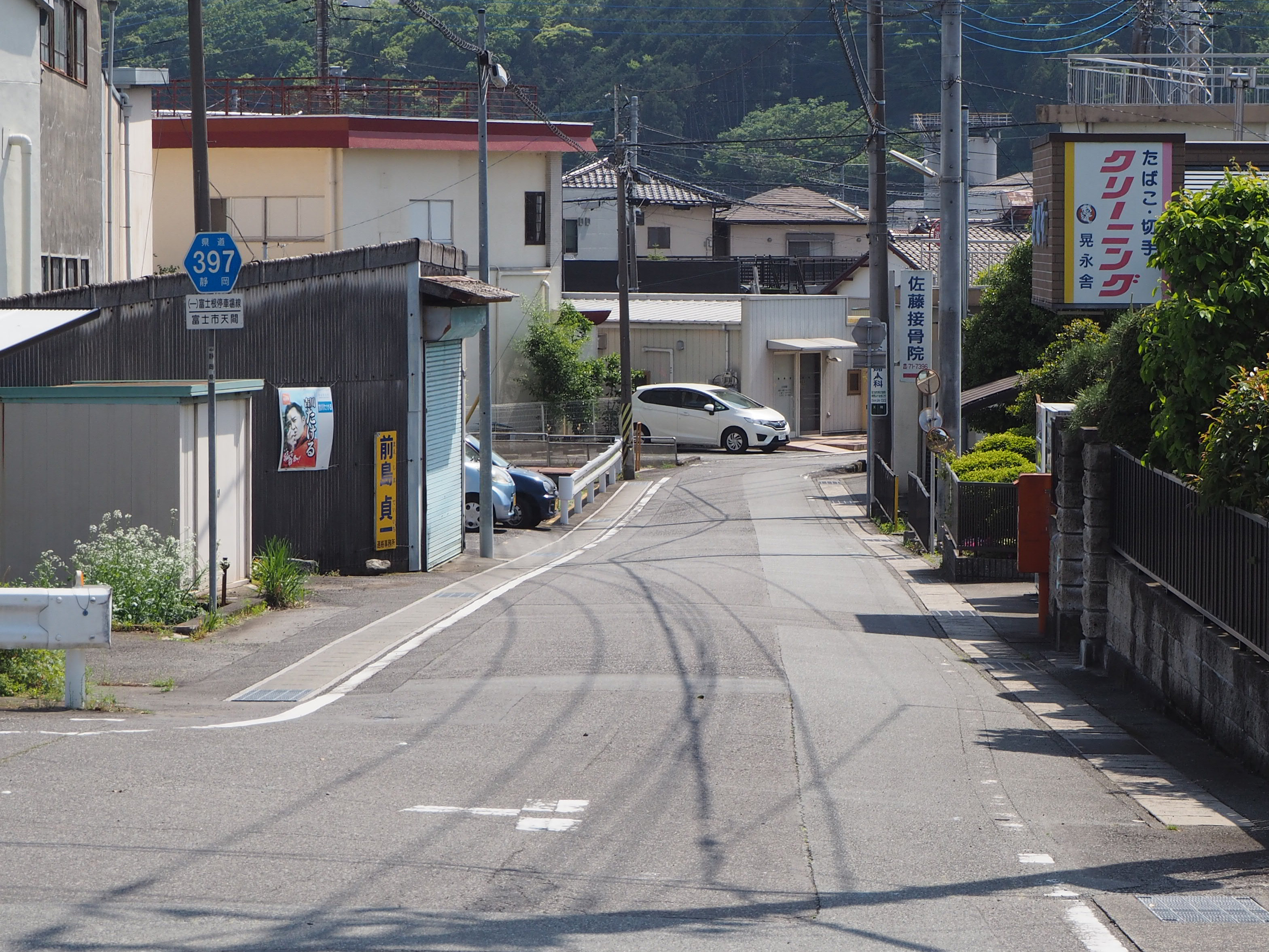
静岡県道397号（富士根駅前にて）

静岡県道397号富士根停車場線（しずおかけんどう397ごう ふじねていしゃじょうせん）は、静岡県富士市から同県富士宮市に至る一般県道である。

## 概要

### 路線データ
- 起点：富士根停車場（富士市天間）
- 終点：静岡県富士宮市山宮

## 沿革
- 1993年（平成5年）4月1日 - 認定[1]
- 2015年（平成27年）4月1日 - 国道139号の一部区間が静岡県に移管され、さらにその一部について静岡県道397号富士根停車場線となる[2]。
- 2018年（平成30年）3月30日 - 終点が富士宮市二又から山宮へ変更となる[3]。

## 通過する自治体
- 静岡県
  - 富士市
  - 富士宮市

## 接続する道路
- 富士市道（起点：富士市天間、富士根駅前）
- 静岡県道176号鷹岡柚木線（富士市天間）
- 静岡県道414号富士富士宮線（小泉権現交差点）
- 静岡県道76号富士富士宮由比線（若宮南交差点 - 富士宮市小泉（「富士根南公民館」南）で重複）
- 国道139号（中小泉交差点）
- 静岡県道158号大坂富士宮線（富士宮市大岩橋戸）
- 国道469号

## 周辺
- 西富士道路（国道139号） 小泉インターチェンジ
- JR身延線 富士根駅
- 静岡県立富士宮東高等学校
- 富士市立天間小学校
- 富士宮市立富士根南中学校
- 富士宮市立富士根南小学校
- 富士宮市立富士見小学校
- 富士宮小泉簡易郵便局
- 富士宮舟久保簡易郵便局
- 東洋インキ 富士製造所
- 丸富製紙 富士根工場
- 王子キノクロス（大王製紙グループ） 富士宮工場
- マックスバリュ 富士宮若宮店
- ウエルシア 富士宮小泉店